# دندل
الدُّنْدُل أو المُقَنَّعَة أو المُهرِّجة أو الميمولس (الاسم العلمي: Mimulus)، جنس نباتات عشبية مُزهرة ومخشوشبة وفصيلة متدليات البذور، والتي وضعت تقليديا في فصيلة الغدبية. يحتوي الجنس الآن على سبعة أنواع فقط، نوعان متوطنان في شرق أمريكا الشمالية والأخرى الخمسة أصيلة في آسيا، أستراليا، أفريقيا، أو مدغشقر. في الماضي، تم وضع حوالي 150 نوعًا في هذا الجنس، تم تعيين معظمها منذ ذلك الحين لأجناس أخرى، ومعظمها ضُمت إلى جنس الزهرة المقنعة. أنواع الدندل تفضل المناطق الرطبة أو الشبه الرطبة وهي ليست مقاومة للجفاف. وتُزرع لزينة.